# Omid Djalili
Omid Djalili (IPA: [əˈmiːd dʒəˈlɪli]) (Londra, 30 settembre 1965) è un attore britannico.

## Biografia
Figlio di immigrati iraniani di religione bahá'í, Djalili ha lavorato anche nel teatro musicale del West End londinese; per esempio, nel 2010 recita nel musical Oliver! nel ruolo di Fagin. È stato premiato come miglior attore protagonista alla 28ª edizione del Torino Film Festival del 2010 per la sua interpretazione nella commedia Infedele per caso (The Infidel).

## Filmografia parziale

### Cinema
- La mummia (The Mummy), regia di Stephen Sommers (1999)
- Notting Hill, regia di Roger Michell (1999)
- Agente 007 - Il mondo non basta (The World Is Not Enough), regia di Michael Apted (1999)
- Il gladiatore (Gladiator), regia di Ridley Scott (2000)
- Spy Game, regia di Tony Scott (2001)
- Mean Machine, regia di Barry Skolnick (2001)
- The Calcium Kid, regia Alex De Rakoff (2004)
- Sky Captain and the World of Tomorrow, regia di Kerry Conran (2004)
- I colori dell'anima (Modigliani), regia di Mick Davis (2004)
- Casanova, regia di Lasse Hallström (2005)
- Alien Autopsy, regia di Jonny Campbell (2006)
- La gang del bosco (Over the Hedge), regia di Tim Johnson e Karey Kirkpatrick (2006) - voce
- Pirati dei Caraibi - Ai confini del mondo (Pirates of the Caribbean: At World's End), regia di Gore Verbinski (2007)
- Love Guru, regia di Marco Schnabel (2008)
- Infedele per caso (The Infidel), regia di Josh Appignanesi (2010)
- Mr. Nice, regia di Bernard Rose (2010)
- Sex and the City 2, regia di Michael Patrick King (2010)
- Molly Moon e l'incredibile libro dell'ipnotismo (Molly Moon and the Incredible Book of Hypnotism), regia di Christopher N. Rowley (2015)
- Mamma Mia! Ci risiamo (Mamma Mia! Here We Go Again), regia di Ol Parker (2018)
- Lo schiaccianoci e i quattro regni (The Nutcracker and the Four Realms), regia di Lasse Hallström e Joe Johnston (2018)
- Love Again, regia di James C. Strouse (2023)
- Viaggio a Betlemme, regia di Adam Anders (2023)
- Deep Cover - Attori sotto copertura (Deep Cover), regia di Tom Kingsley (2025)

### Televisione
- Giasone e gli Argonauti (Jason and the Argonauts), regia di Nick Willing – film TV (2000)
- Relic Hunter – serie TV, episodio 3x19 (2002)
- Whoopi – serie TV, 5 episodi (2003-2004)
- Uno zoo in famiglia (My Family and Other Animals), regia di Sheree Folkson – film TV (2005)
- His Dark Materials - Queste oscure materie (His Dark Materials) – serie TV, episodio 1x04-2x02 (2019-2020)
- Lettera al re (The Letter for the King) – miniserie TV (2020)

### Doppiaggio
- Grand Theft Auto IV: The Ballad of Gay Tony – videogioco (2009)
- 50 Cent: Blood on the Sand – videogioco (2009)

## Doppiatori italiani
Nelle versioni in italiano delle opere in cui ha recitato, Omid Djalili è stato doppiato da:
- Roberto Stocchi in Giasone e gli argonauti, I colori dell'anima - Modigliani, Casanova, Alien Autopy, Whoopi, Mamma Mia! Ci risiamo, Lo Schiaccianoci e i Quattro Regni
- Stefano Mondini ne Il gladiatore, Mr. Nice
- Marco Mete in Spy Game, Viaggio a Betlemme
- Eugenio Marinelli ne La Mummia
- Pietro Ubaldi in The Calcium Kid
- Simone Mori in Sky Captain and the World of Tomorrow
- Luca Violini in Molly Moon e l'incredibile libro dell'ipnotismo
- Gerolamo Alchieri in His Dark Materials - Queste oscure materie
- Francesco Rizzi in Love Again
- Stefano Thermes in Deep Cover - Attori sotto copertura

Da doppiatore è sostituito da:
- Francesco Vairano ne La gang del bosco